# Новопетровское месторождение
Новопетровское месторождение — медно-цинковое месторождение России, расположено в Хайбуллинском районе Республики Башкортостан. Кроме меди и цинка, руда месторождения содержит серебро и золото.
Запасы руды оцениваются в 10,4 млн. тонн.
Открыто в 1980-х годах.
Расположено рядом с селом Новопетровское.

## Характеристика месторождений
Разведаны запасы медных и медно-цинковых руд.

## Операторы месторождений
Разработку месторождения планирует начать в 2028 году Полиметалл.